# Manoos
Manoos, noto anche come La vita va vissuta, è un film melodrammatico sociale indiano del 1939 in lingua Marathi diretto da V. Shantaram. Al film è poi seguito un remake in Hindi dal titolo Aadmi. Il film trae ispirazione dall storia breve "L'agente di polizia". L'autore della storia è A. Bhaskarrao, la sceneggiatura e i dialoghi di Anant Kanekar. La fotografia è di V. Avadhoot e la colonna sonora è stata composta da Master Krishna Rao, i testi delle canzoni sono di Kanekar. Gli attori principali sono Shahu Modak, Shanta Hublikar, Sundara Bai, Ram Marathe, Narmada, Ganpatrao, Raja Paranjpe.
Manoos, definito un "melodramma sociale riformista", racconta dell'amore di un agente di polizia onesto per una prostituta, dei suoi sforzi per ridarle una dignità, e del rifiuto da parte della società.

## Trama
Shahu Modak è un semplice e onesto agente di polizia, Ganpat, che durante un suo giro di pattuglia incontra una prostituta, Maina (Shanta Hublikar). Durante un raid di polizia contro un gruppo di prostitute, lui la salva e in seguito a numerosi incontri con lei se ne innamora. Cerca di riabilitarla agli occhi della società tirandola fuori dal giro di prostituzione e sposandola. A questo scopo, la porta da sua madre per fargliela conoscere e ottenere la sua approvazione, ma il disgusto della società gli porterà miseria. Modak comincia a bere e cade vittima dell'alcolismo. Maina è consumata dal senso di colpa e incapace di sopportare i fischi e i gli insulti. Alla fine, uccide il suo malvagio zio ma rifiuta l'aiuto di Ganpat quando viene arrestata

## Cast
- Shahu Modak nella parte di Ganpat
- Shanta Hublikar nella parte di Maina
- Sundarabai nella parte della madre di Ganpat
- Budasaheb
- Ram Marathe
- Gauri
- Manju
- Narmada Shankar
- Ganpatrao Tambat
- Raja Paranjpe
- Manajirao

## Critica
Shantaram è stato considerato e ammirato come visionario per i suoi film sociali e riformisti come Shejari (Marathi) noto anche come Padosi (Hindi), film che tratta dell'unità tra Hindu e Mussulmani, o Manoos/Aadmi, che racconta i temi dell'alcolismo e della rinnovata dignità delle donne, o Kunku/Duniya Na Mane, film che affronta il tema dell'emancipazione femminile. Il film compie 75 anni nel 2014, e appare ancora attuale. Questo film viene definito classico, come anche Kunku (1937) e Shejari o Padosi (1941), ed è stato definito uno dei migliori film a sfondo sociale che ha avuto successo. Manoos è stato apprezzato dal pubblico e commentato da Charlie Chaplin.

## Produzione
Shantaram aveva inizialmente deciso di affidare a Shanta Apte il ruolo della prostituta e aveva fatto un provino per il ruolo del protagonista al compositore Vasant Desai. Il provino era andato bene, ciononostante Desai rimase deluso quando Shantaram lo informò che aveva deciso di dare la parte al giovane Shahu Modak. Il primo ruolo di Modak era stato da bambino, con Shanta Apte, in Shyam Sunder (1932), dove recitò nel ruolo di Krishna bambino. Grazie a Manoos/Aadmi divento una delle star più acclamate.
Shantaram visitò i quartieri a luci rosse di Bombay per ricostruire scenografie accurate, che vennero poi ricreate da S. Fattelal presso i Prabhat Studios. Il regista Shyam Benegal dichiarò alla stampa che "era difficile credere" che le scene fossero state girate in uno studio. Un agente di polizia in pensione fu assunto come istruttore per Modak e gli altri attori che recitavano nella parte di poliziotti. Le sessioni di addestramento furono così dure e lunghe che Modak chiese che venissero interrotte.
Il film presenta alcune somiglianze con Waterloo Bridge (1931), diretto da James Whale.

## Colonna sonora
Il compositore delle melodie fu Master Krishnarao, con testi di Anant Kanekar. La canzone "Kashala Udyachi Baat- Hi Sarun Chalali Raat" (Perché ti preoccupi del domani, la notte fugge via)' divenne molto popolare. Conteneva un mix di sei diversi dialetti indiani, Marathi, Hindi, Tamil, Telugu, Bengali, Gujarati e Punjabi. Secondo Anil Damle, nipote di Vishnupant Govind Damle, il compositore Anil Biswas e altri compositori regionali furono assunti per creare "testi corretti con giusta pronuncia".

### Canzoni
| # | Titolo                 | Cantata da      |
| - | ---------------------- | --------------- |
| 1 | Diwali, Diwali Aali    | Shanta Hublikar |
| 2 | Lootuya Premacha Bazar | Hublikar        |
| 3 | Kashala Udyachi Baat   | Shanta Hublikar |
| 4 | Tod Soh Moha           | Shahu Modak     |
| 5 | Man Paapi Bhoola       | Sundarabai      |
| 6 | Ja Ja Kushal           | Shanta Hublikar |
| 7 | Gulzar Nari Nyari      | Ram Marathe     |